# Beaver megye (Pennsylvania)
Beaver megye az Amerikai Egyesült Államokban, azon belül Pennsylvania államban található. Megyeszékhelye Beaver, legnagyobb városa Aliquippa. Lakosainak száma 168 215 fő (2020. április 1.). Beaver megye Butler, Lawrence, Allegheny, Washington, Hancock és Columbiana megyékkel határos.

## Népesség
A megye népességének változása:
| Lakosok száma | 170 596 | 170 400 | 170 274 | 170 115 | 168 871 | 168 215 |
|               | 2010    | 2011    | 2012    | 2013    | 2015    | 2020    |